# Chata przy ulicy Gliwickiej 85 w Katowicach
Chata przy ulicy Gliwickiej 85 w Katowicach – chata w Katowicach, położona przy ulicy Gliwickiej 85 w dzielnicy Załęże, istniejąca w latach 1833–2023. W momencie wyburzenia była ona jednym z najstarszych budynków w granicach miasta. 

## Historia

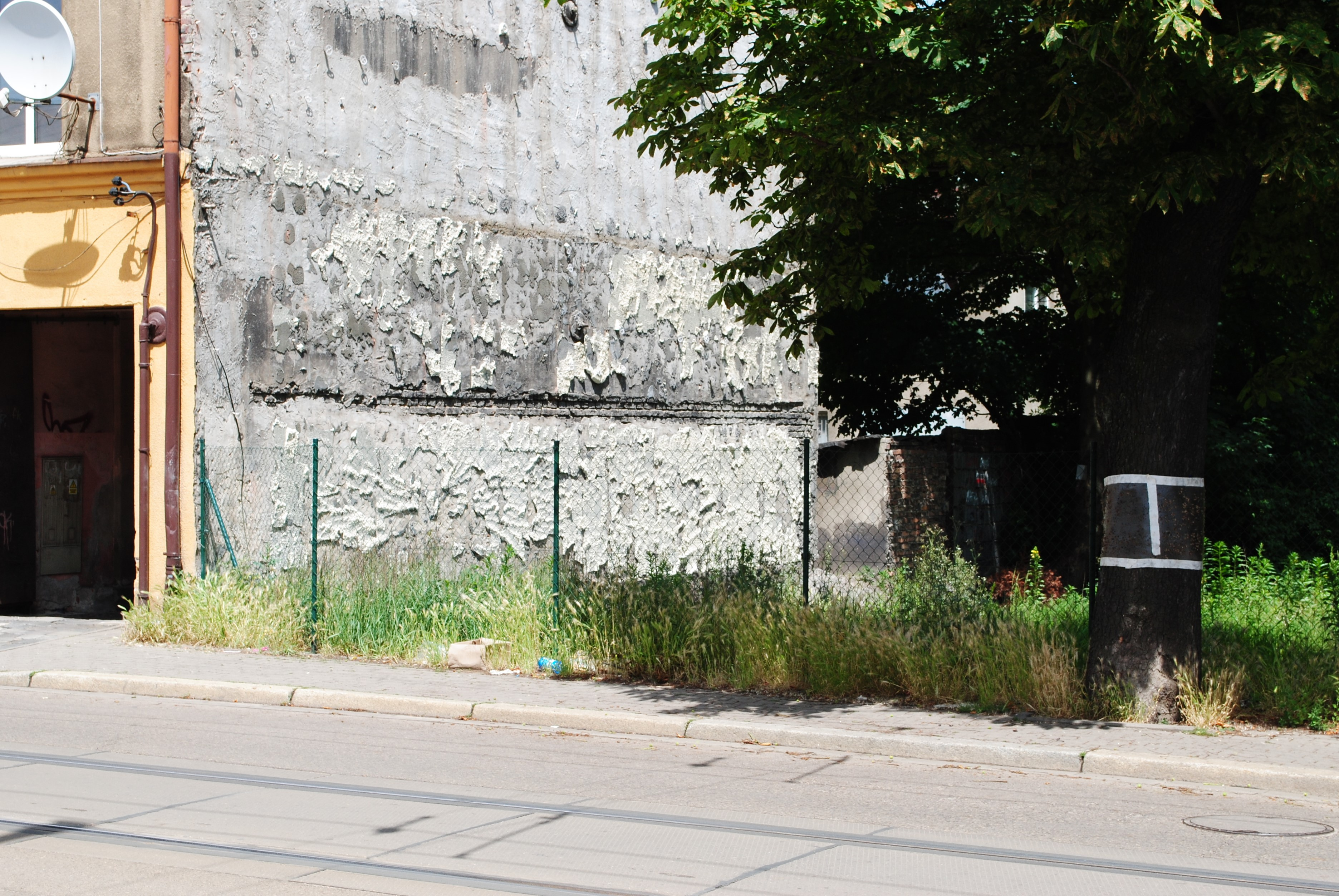
Miejsce po wyburzonej załęskiej chacie w czerwcu 2024 roku

Chata została wybudowana najprawdopodobniej w 1833 roku a potwierdzeniem tej daty jest inskrypcja wyryta na belce pod sufitem w jednej z jej izb. Wzniesiono ją w okresie zanim rozwinął się w Załężu przemysł, a także przed uzyskaniem przez Katowice praw miejskich. Dom ten od początku był w posiadaniu jednej rodziny, a ostatnimi lokatorkami były siostry Marta i Gertruda. W 1990 roku na załęskim cmentarzu została pochowana ostatnia z nich, a już dzień po pogrzebie chata została splądrowana przez złodziei. Z biegiem czasu opuszczony dom dalej był plądrowany i niszczony. Spadkobiercy nie byli w stanie przeprowadzić kosztownego remontu, a także miasto Katowice nie miało takich zamiarów.
W 2018 roku został on sprzedany Zborowi Kościoła Adwentystów Dnia Siódmego w Katowicach. Zdecydował się on ostatecznie na wyburzenie chaty, argumentując tę decyzję względami bezpieczeństwa – wielokrotnymi włamaniami i realnym zagrożeniem wybuchu pożaru. 28 lipca 2020 roku została wydana decyzja na rozbiórkę chaty, co nastąpiło w połowie maja 2023 roku – pozostawiono wówczas tylko drewniany płot oraz starodrzew. Niecały miesiąc po wyburzeniu chałupy, 21 maja 2023 roku z sąsiedniej kamienicy przy ulicy Gliwickiej 87 oderwał się duży fragment bocznej elewacji, a wpływ na to mogły mieć prace rozbiórkowe chaty
W momencie wyburzenia chata przy ulicy Gliwickiej 85 był on jednym z najstarszych budynków na terenie Katowic.

## Charakterystyka
Chata położona była przy ulicy Gliwickiej 85 w Katowicach, na terenie dzielnicy Załęże. 
Była ona budynkiem zaprojektowanym w stylu tradycyjnym, murowanym z cegły i pokryty tynkiem. Był on zwieńczony dachem dwuspadowym. Podsiadał jedną kondygnację nadziemną, a jego powierzchnia zabudowy wynosiła 119 m². Chata posiadała drewnianą, dwuskrzydłową stolarkę okienną, ośmiokwaterową, bez ślemienia, a także oryginalne drzwi wejściowe. W jej otoczeniu znajdował się ogród, sad i podwórze, a od strony ulicy Gliwickiej była ona ogrodzona parkanem.
Budynek w momencie wyburzenia nie był wpisany do gminnej ewidencji zabytków miasta Katowice.